# Max Wertheimer

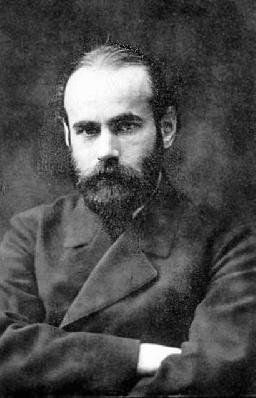
Max Wertheimer

Max Wertheimer (Praag, 15 april 1880 - New Rochelle (New York), 12 oktober 1943) was een Joods-Duits-Amerikaans psycholoog.

Hij wordt gezien als de grondlegger van de gestaltpsychologie (samen met Wolfgang Köhler en Kurt Koffka).

## Levensloop
Wertheimer werd in 1905 door professor Oswald Külpe gepromoveerd. In de periode 1905-1912 studeerde hij in Berlijn, Würzburg, Frankfurt, Praag en Wenen. In de periode 1910-1914 ontwikkelde Wertheimer de grondslagen van de gestalttheorie en voerde verscheidene experimenten uit over de gestaltwetten, dit deed hij samen met Wolfgang Köhler en Kurt Koffka te Frankfurt. Hier voerde hij tevens sinds 1912 experimenten uit over het zien van beweging ("Experimentellen Studien über das Sehen von Bewegung"). 
Wertheimer werd docent psychologie aan de universiteit van Berlijn. Deze functie voerde hij uit van (1922 tot 1929). Gedurende deze periode ontwikkelde hij een vriendschap met Albert Einstein. In 1921 richtte Wertheimer, samen met Köhler, Koffka, Kurt Goldstein en de psychiater Hans Walter Gruhle het "Zeitschrift Psychologische Forschung" op. In dit tijdschrift zouden studies verbandhoudende met de gestalttheorie gepubliceerd worden. In de periode 1929-1933 was Wertheimer professor in de psychologie aan de universiteit van Frankfurt. 
In 1933 week Wertheimer via Tsjechoslowakije uit naar de Verenigde Staten om het opkomende nationaalsocialisme in Duitsland te ontvluchten. In de Verenigde Staten was hij verbonden aan de New School for Social Research in New York. Zijn seminaries aldaar beïnvloedden talrijke Amerikaanse wetenschappers en droegen ten slotte bij aan het verspreiden van de gestalttheorie in de Verenigde Staten. 
Zelf publiceerde Wertheimer niet veel, toch was zijn invloed groot te noemen. Zo beïnvloedde hij het werk van Rudolf Arnheim over de persoonwaarneming, de theorie van Heinrich Schulte over paranoia en ook het werk van Lauretta Bender die de Bender-Motor-Gestalt-Test. Onder de belangrijkste studenten en medewerkers van Wertheimer rekenen we onder anderen S. Luchins (psychiater en pionier van de groepstherapie) en zijn vroegere assistent Erwin Levy (psycholoog, psychoanalyticus en psychiater).

## Werken
- 1905: Experimentelle Untersuchungen zur Tatbestandsdiagnostik. Archiv für die gesamte Psychologie, 6, 59-131.

- 1910: Musik der Wedda. Sammelbände der internationalen Musikgesellschaft, Leipzig, 11, 300-309.

- 1912: Über das Denken der Naturvölker. I. Zahlen und Gebilde. Zeitschrift für Psychologie, 60, 321-378. [Englische Übersetzung in D.N. Robinson, ed., Significant Contributions to the History of Psychology. Series A. Orientations, vol. ii. Washington, D.C.: University Publications of America, 1977]

- 1912: Experimentelle Studien über das Sehen von Bewegung. Zeitschrift für Psychologie, 61, 161-265. [Englische Übersetzung in T. Shipley, ed., Classics in Psychology. New York: Philosophical Library, 1961]

- 1920: Über Schlussprozesse im produktiven Denken. Berlin: Weltkreisverlag. [Gekürzte englische Fassung in W.D. Ellis, ed., A Source Book of Gestalt Psychology, pp. 274-282. London: Kegan Paul, Trench, Trubner.]

- 1922: Untersuchungen zur Lehre von der Gestalt. I. Prinzipielle Bemerkungen. Psychologische Forschung, 1, 47-58. [Gekürzte englische Fassung in W.D. Ellis, ed., A Source Book of Gestalt Psychology, pp. 71-88. London: Kegan Paul, Trench, Trubner.]

- 1923: Bemerkungen zu Hillebrandts Theorie der stroboskopischen Bewegungen. Psychologische Forschung, 3, 106-123.

- 1923: Untersuchungen zur Lehre von der Gestalt. II. Psychologische Forschung, 4, 301-350.

- 1925: Drei Abhandlungen zur Gestalttheorie. Erlangen: Verlag der Philosophischen Akademie.

- 1925: Bemerkungen zu Hillebrandts Theorie der stroboskopischen Bewegungen. Psychologische Forschung, 3, 106-123.

- 1927: Über Gestalttheorie. Symposion, 1, 39-60.

- 1928: Gestaltpsychologische Forschung. In E. Saupe, ed., Einführung in die neuere Psychologie, Osterwieck am Harz.

- 1933: Zu dem Problem der Unterscheidung von Einzelinhalt und Teil. Zeitschrift für Psychologie, 129, 353-357.

- 1934: On Truth. Social Research, 1, 135-146.

- 1935: Some problems in the theory of ethics. Social Research, 2, 353-367. [Nachdruck in M. Henle, ed., Documents of Gestalt Psychology, 1961]

- 1935: Discussion [of: Lauretta Bender, Gestalt Function In Visual Motor Patterns In Organic Disease Of The Brain]. Archives of Neurology and Psychiatry, 33, 328-329.

- 1940: A story of three days. In R.N. Anshen, ed., Freedom: Its Meaning, New York: Harcourt, Brace. [Nachdruck in M. Henle, ed., Documents of Gestalt Psychology, 1961]

- 1944: Gestalt theory. Social Research, 11, 78-99.

- 1945: Productive Thinking. New York: Harper.

- 1959: On discrimination experiments. (Edited by Lise Wertheimer). Psychological Review, 66, 252-266.

- Bibsys: 90686165
- Biblioteca Nacional de España: XX1158914
- Bibliothèque nationale de France: cb12387972n (data)
- CiNii: DA01266604
- Gemeinsame Normdatei: 118806769
- International Standard Name Identifier: 0000 0001 1071 5833
- Library of Congress Control Number: n82083526
- Nationale Bibliotheek van Letland: 000056004
- Bibliotheek van het Japanse parlement: 00527267
- Nationale Bibliotheek van Tsjechië: nlk20010095572
- Nationale bibliotheek van Australië: 35600498
- Nationale Bibliotheek van Israël: 987007307418205171
- Nationale Bibliotheek van Polen: a0000002465352
- Nederlandse Thesaurus van Auteursnamen: 070870241
- Réseau des bibliothèques de Suisse occidentale: 02-A000176196
- Istituto Centrale per il Catalogo Unico: RAVV038129
- SNAC: w67375g1
- Système universitaire de documentation: 032953941
- Trove: 1010285
- Virtual International Authority File: 76399418
- WorldCat: E39PBJhhxwGXf8pFkHMdRJDwmd